# Adolph Schmidlin
Adolph Schmidlin (* 16. März 1808 in Schöntal; † 5. Mai 1875 in Stuttgart) war ein deutscher Verwaltungsbeamter.

## Leben
Schmidlin studierte von 1826 bis 1829 Regiminalwissenschaften in Tübingen. Seit 1826 war er Mitglied der Burschenschaft Germania Tübingen. 1831 legte er die Dienstprüfung beim Department des Innern ab. 
Er war von 1831 bis 1836 Aktuar beim Oberamt Biberach. 1836 wurde er Kanzleiassistent beim Ministerium des Innern in Stuttgart und 1837 Assessor bei der Regierung des Donaukreises in Ulm. Von 1838 bis 1852 leitete er als Oberamtmann das Oberamt Geislingen. 1852 wechselte er als Regierungsrat zur Gebäudebrandversicherung.
Schmidlin war evangelischer Konfession.